# 就任
| ウィキペディアには「就任」という見出しの百科事典記事はありません（タイトルに「就任」を含むページの一覧/「就任」で始まるページの一覧）。 代わりにウィクショナリーのページ「就任」が役に立つかもしれません。 |